# Gabriel N'Gandebe
Gabriel N'Gandebe (Francia, 30 de marzo de 1997) es un jugador profesional francés de rugby que se desempeña en la posición de wing izquierdo en Montpellier Hérault Rugby, equipo perteneciente a la liga Top 14.

## Carrera
N'Gandebe es un jugador de formación francesa (JIFF). Comenzó su carrera deportiva con el equipo AC Bobigny 93, en el cual jugó dos temporadas (2011-2013), después pasó a Rugby Club Massy Essonne (2013-2017), luego a Montpellier Hérault Rugby, donde lleva jugando siete temporadas.